# Odostomia valdezi
Odostomia valdezi är en snäckart som beskrevs av Dall och Bartsch 1907. Odostomia valdezi ingår i släktet Odostomia och familjen Pyramidellidae. Inga underarter finns listade i Catalogue of Life.